# 青岛地铁SFM17型电动车组
青岛地铁SFM17型电动车组是青岛地铁所擁有的直流電客運電動列車组，於2015年12月16日起投入服務。

## 简介
SFM17型电动车组为B1型，4动2拖6辆编组（+Tc1-M1-M2+M3-M4-Tc2+）；设计构造速度90 km/h，正线最高运行速度80 km/h；坐席248个，定员载客量为1490人，超员载客量为1904人。
列车总数24列，首列车（M0301）2013年9月29日在中车青岛四方机车车辆股份有限公司竣工下线，2014年12月初完成出厂验收，2015年2月初到达车辆基地；末列车（M0324）于2016年2月末到达车辆基地。
列车总长118.4 m，为中空铝合金挤压型材双壳结构车体，每节车厢有4对双开内藏式车门（净开宽度1.3 m、高度1.86 m）、4对无楣窗封闭式车窗。此列车为青岛地铁唯一采用内藏式车门的电动车组。
普通车客室内部装饰为白色车身、灰色地板布，特色彩绘（广告）车内/外部装饰加贴各种主题贴纸。座椅、吊环为线路标志色海蓝色，扶手杆为钢灰色。车体外表面和内装设备外表面采用水性漆。司机室外罩和客室座椅均采用酚醛玻璃钢，座椅下方设电暖器。空调机组设置光等离子空气杀菌装置，照明采用LED平面光源，隔音隔热材料为矿棉。车厢内有广播系统和乘客信息显示系统，每节车厢内安装液晶显示器，通过无线网络可以实时播放各频道视频节目。电子地图和LED车端显示可以实时显示乘客到站等信息。
列车为DC 1500 V第三轨供电，牵引及辅助供电系统由阿尔斯通提供；制动系统采用无油空气压缩机；转向架由中车四方自主设计和制造，型号为SDB-80（QD3）；空调系统由澳洲SIGMA提供，并设有光等离子空气杀菌装置。